# The Shocking Miss Pilgrim
The Shocking Miss Pilgrim (br: Sua Alteza, a Secretária) é um filme norte-americano de 1947, do gênero comédia musical, escrito e dirigido por George Seaton e estrelado por Betty Grable e Dick Haymes.
O roteiro, baseado em uma história de Frederica Sagor Maas e Ernest Maas, se concentra em uma jovem datilógrafa que se envolve no  movimento do Sufrágio Feminino em 1874. As canções foram compostas por  George e Ira Gershwin. Apesar de desempenhar um papel muito pequeno, este foi o primeiro filme em que aparece Marilyn Monroe.

## Enredo
Cynthia Pilgrim é a melhor aluna da primeira turma de formandos da Packard Business College, na cidade de Nova York, e como tal lhe é oferecido um cargo na Pritchard Shipping Company em Boston. Lá, ela encontra um escritório de homens supervisionados pelo gerente de escritório Sr. Saxon. Quando Cynthia se apresenta ao co-proprietário da empresa John Pritchard, ele diz a ela que pensava que todos os datilógrafos experientes eram do sexo masculino e sua política é a de contratar apenas homens. Cynthia pede uma oportunidade para provar que ela é tão eficiente quanto seus colegas do sexo masculino, mas John recusa e lhe oferece o dinheiro da passagem de trem de volta para Nova York.
A tia de John, Alice, uma sufragista confessa, tem participação majoritária na empresa e insiste que seja dada a Cynthia uma chance. Cynthia encontra acomodações na pensão de Catherine Dennison, onde conhece um grupo eclético de inquilinos, incluindo o poeta Leander Woolsey, o artista Michael Michael, e o músico Herbert Jothan.
John convida Cynthia para jantar, mas ela prefere não socializar com seu empregador. Mas permite que ele a acompanhe a um dos comícios de sua tia, onde ela impressiona as outras mulheres. Quando a mãe de John pede a ela para jantar com eles na noite do Baile Regimental, Cynthia sente que não vai se encaixar com o círculo social dela, então seus companheiros da pensão a treinam sobre como se comportar como uma esnobe. Cynthia fica feliz ao descobrir que seus esforços eram desnecessários, porque a Sra. Pritchard prova ser humilde e uma apoiadora do desejo de Cynthia de ser tratada de forma igual no local de trabalho.
John começa a namorar Cynthia, e eventualmente eles se dicam noivos. Ele tenta convencê-la a desistir de sua participação no movimento do sufrágio, mas ela insiste que não pode abandonar uma causa tão digna. Eles terminam o noivado e ela é demitida de seu emprego, mas nenhuma das pessoas contratadas para substituí-la agradam o Sr. saxão. Ele e John vão a uma escola local ainda para encontrar um outro candidato para o cargo. Lá, ele descobre que o gerente geral é Cynthia, e os dois se juntam novamente na empresa bem como no amor.

## Produção
Em 1941, a equipe de roteiristas formada pelo casal Ernest Maas e Frederica Sagor colaborou em Miss Pilgrim's Progress (O Progesso da Senhorita Pilgrim), a história de uma jovem que entra no mundo dos negócios ao demonstrar a recém inventada máquina de escrever na vitrine de um estabelecimento da Wall Street. Quando ela tenta se livrar das indesejáveis investidas de um dos funcionários da empresa, seu empregador vem em seu socorro mas é morto quando cai da escada na briga que se segue. Abigail Pilgrim torna-se o foco de um julgamento por assassinato que atrai ampla cobertura pela mídia e a atenção de Susan B. Anthony, quando o conceito de mulheres trabalhando em escritórios é altamente criticado.
Atuando como seu agente, Paul Kohner levou a história para vários estúdios. A RKO e a MGM manifestaram algum interesse, mas ambos eventualmente declinaram. Por fim, a 20th Century Fox comprou os direitos cinematográficos, mas o esboço permaneceu arquivado até que Darryl F. Zanuck, em busca de material para Betty Grable, lembrou dele e decidiu adaptá-lo para os talentos de sua atriz principal. Após ser reescrito diversas vezes, Zanuck atribuiu a tarefa de moldar o roteiro para a forma cinematográfica a George Seaton, que também viria a dirigir o filme. Trabalhando com Kay Swift, Ira Gershwin vasculhou nas canções que ele e seu irmão George tinham escrito mas nunca usado e selecionou onze para os números musicais do filme. Frederica Sagor ficou descontente com as músicas e posteriormente observou: "Nem se eles tivessem feito nas coxas conseguiriram criar algo tão sem melodia". Insatisfeita com o tratamento dado à história original criada por ela e seu marido, ela chamou o resultado final de "outro ridiculo filme de Zanuck do tipo garoto conhece garota."

## Elenco
- Betty Grable como Cynthia Pilgrim
- Dick Haymes como John Pritchard
- Anne Revere como Alice Pritchard
- Gene Lockhart como Sr. Saxon
- Elizabeth Patterson como Catherine Dennison
- Allyn Joslyn como Leander Woolsey
- Arthur Shields como Michael Michael
- Charles Kemper como Herbert Jothan
- Elisabeth Risdon como Sra. Pritchard

## Canções
| Canção                            | Ator(es)                                         |
| --------------------------------- | ------------------------------------------------ |
| "Sweet Packard"                   | Elenco                                           |
| "Changing My Tune"                | Betty Grable                                     |
| "Stand Up and Fight"              | Anne Revere, Betty Grable, Dick Haymes, e Elenco |
| "Aren't You Kinda Glad We Did?"   | Dick Haymes e Betty Grable                       |
| "The Back Bay Polka"              | Elenco                                           |
| "One, Two, Three"                 | Dick Haymes e Elenco                             |
| "Waltzing is Better Sitting Down" | Dick Haymes e Betty Grable                       |
| "Demon Rum"                       | Elenco                                           |
| "For You, For Me, For Evermore"   | Dick Haymes e Betty Grable                       |
| "Sweet Packard"                   | Elenco                                           |
| "Changing My Tune"                | Betty Grable                                     |

## Recepção

### Recepção crítica
Bosley Crowther do New York Times sentiu que em algumas das canções "uma certa exuberância é momentaneamente alcançada", mas ele achou que "a maior parte das músicas é tão pegajosa quanto pasta de dente sendo espremida para fora do tubo." Ele acrescentou, "a senhorita Grable e o sr. Haymes não ganham e nem merecem um script, se o 
calibre de suas performances é um critério válido, e vários outros atores de menor importância comportam-se ridiculamente em papéis tolos. Não há mais voltagem em Sua Alteza, a Secretária do que em uma pilha seca mal utilizada."